# Jay Clayton
Pour les articles homonymes, voir Clayton.
Walter J. « Jay » Clayton III est un avocat américain. Il est président de la Securities and Exchange Commission (SEC) du 4 mai 2017 au 23 décembre 2020.

## Biographie
Nommé par Donald Trump pour être président de la SEC, il est confirmé par un vote du Sénat par 61 voix contre 37 le 2 mai 2017.